# Naturschutzgebiet Wacholdergebiet Hermscheid

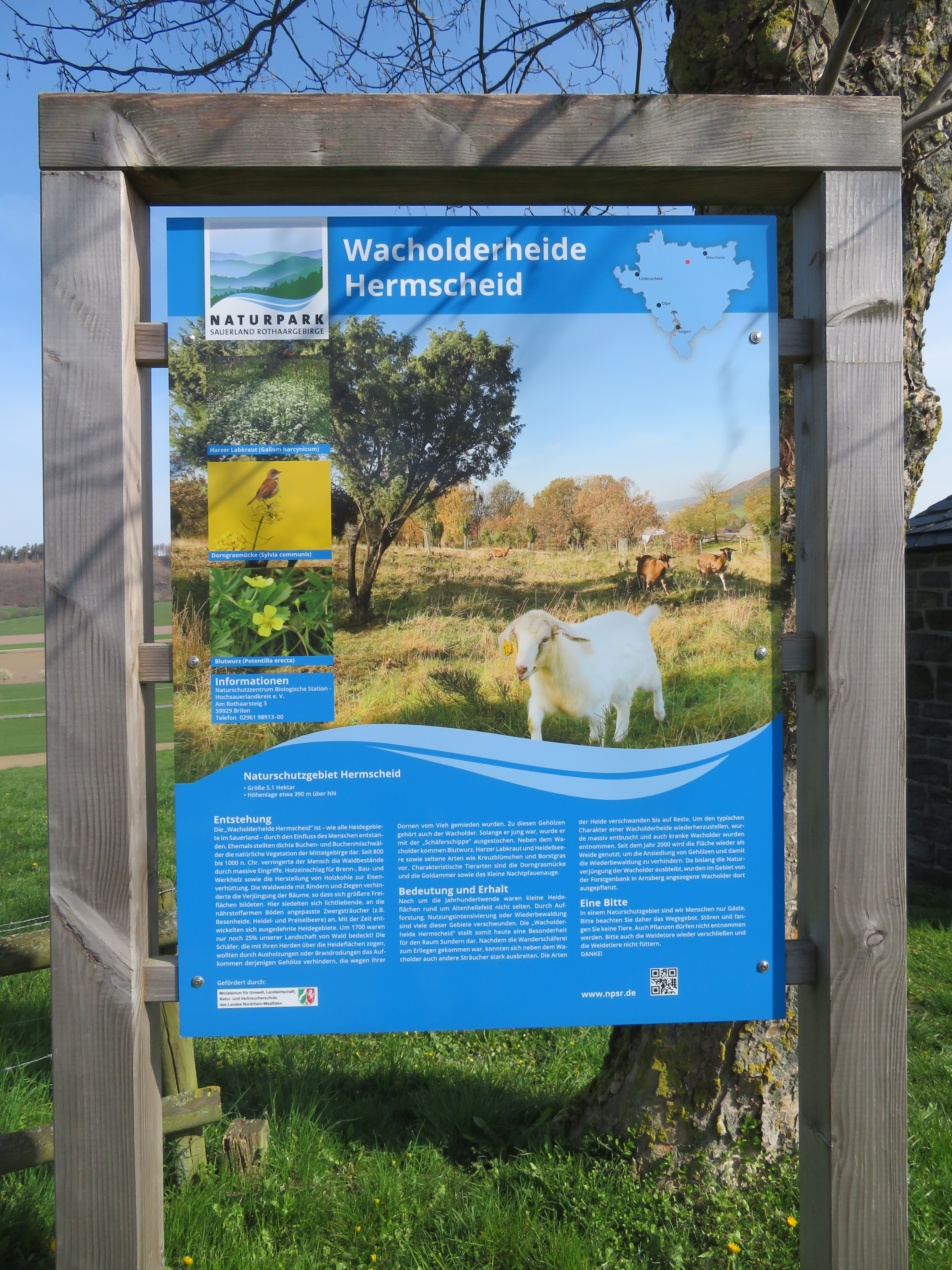
Schild über NSG Wacholdergebiet Hermscheid am Parkplatz außerhalb des NSG

Das Naturschutzgebiet Wacholdergebiet Hermscheid mit einer Größe von 4,1 ha liegt am östlichen Ortsrand von Altenhellefeld im Stadtgebiet von Sundern (Sauerland). Das Gebiet wurde 1993 mit dem Landschaftsplan Sundern durch den Kreistag des Hochsauerlandkreises erstmals als Naturschutzgebiet (NSG) mit einer Flächengröße von 5,1 ha ausgewiesen. Bei der Neuaufstellung des Landschaftsplaners Sundern wurde das NSG erneut ausgewiesen und verkleinert. Das NSG grenzt westlich direkt an die Bebauung des Dorfes. Sonst grenzt das Landschaftsschutzgebiet Landwirtschaftliche Vorrangflächen zwischen Altenhellefeld, Grevenstein und Visbeck an. Ein anderer Namen für das Gebiet ist Wacholderheide Altenhellefeld. Das Gebiet wird fälschlicherweise auch als Naturschutzgebiet Wacholderheide Hermscheid oder Naturschutzgebiet Hermscheid bezeichnet.

## Gebietsbeschreibung
Beim Hermscheid handelt es sich um eine Wacholderheide auf einem flachen lang gezogenen, nach Osten ansteigenden Bergrücken. Magergrünland mit einem artenreichen Borstgrasrasen mit Harzer Labkraut, Blutwurz, Feld-Hainsimse und Dreizahn. Auf der Fläche befindet sich ein landschaftlich markanter Wacholderbestand. Im Bereich des Bergrückens sowie am Südhang geht der Borstgrasrasen bereichsweise in mäßig artenreiche Mager- und Fettweiden über. Im Südosten sind die Weidebereiche stark mit Laubbäumen überstellt und geht in einen Feldgehölz-Gebüschkomplex über. Ansonsten ist das Grünland weiträumiger, lokal auch engständig mit 2 bis 4 m hohen Wacholderbüschen durchsetzt. Stellenweise wurden Wacholder nachgepflanzt und zum Schutz vor Verbiss geschützt. Zahlreiche Strauchstubben zeugen von früheren Entbuschungsmaßnahmen. Im Norden und Süden wird die Weide teilweise von dornstrauchreichen Hecken mit Schwarzdorn und Rosen eingefasst. Ein asphaltierter Feldweg quert ungefähr in der Mitte das Gebiet.
Das Fachinformationssystem des Landesamtes für Natur, Umwelt und Verbraucherschutz Nordrhein-Westfalen schreibt zum NSG:

„Im Biotopverbund ist das Wacholdergebiet Hermscheid von landesweiter Bedeutung für Lebensgemeinschaften des strukturierten Magergrünlands. Dabei war das Wacholdergebiet Hermscheid in früheren Jahren eine Heidefläche, die sich erst im Zuge von Pflege- und Bewirtschaftungsmaßnahmen zu einem borstgrasrasenreichen, aber zwergstraucharmen Weidegebiet entwickelt hat.“

## Schutzzweck
Das NSG wurde festgesetzt zur Erhaltung von Lebensgemeinschaften und Lebensstätten bestimmter wildlebender Pflanzen- und Tierarten, ferner zum Schutz des landesweit bedeutsamen Biotops mit hohem Entwicklungspotential. Wie bei allen Naturschutzgebieten in Deutschland wurde in der Schutzausweisung darauf hingewiesen, dass das Gebiet „wegen der Seltenheit, besonderen Eigenart und Schönheit des Gebietes“ zum Naturschutzgebiet wurde.